# Enrique Gori Molubela
Enrique Gori Molubela (Batete, Bioko, 13 de noviembre de 1923 – Malabo, 22 de junio de 1972) fue un escritor y político ecuatoguineano, de etnia bubi, fue presidente de la Diputación Provincial de Fernando Poo y procurador en las Cortes Franquistas.

## Biografía
Realizó sus estudios primarios en la entonces ciudad de San Carlos (hoy Luba). En septiembre de 1951 es expulsado, junto a Atanasio Ndongo, del Seminario de Banapá por dirigir una huelga en protesta de la mala alimentación, vinculada al naciente movimiento independentista Cruzada Nacional de Liberación de la Guinea Ecuatorial. Detenido y al poco liberado, viajó a la península y pudo seguir sus estudios en la Facultad de Derecho de la Universidad Complutense de Madrid.
Vinculado durante su estancia en Madrid al MONALIGE (Movimiento Nacional de Liberación de Guinea Ecuatorial), se desentendió del mismo poco después, regresando a Guinea Ecuatorial, donde en noviembre de 1963, en una entrevista en el periódico Ébano, se declara a favor de una "autonomía progresiva" en lugar de la "independencia prematura". 

### Presidente de la Diputación y procurador
Entre 1964 y 1968 fue el presidente de la Diputación Provincial de Fernando Poo y procurador en las Cortes Españolas, participando activamente en las Cortes españolas. Con ocasión de la concesión de la Orden de Alfonso X el Sabio al doctor Pedro Piulach Oliva presidió un homenaje al mismo.

### Presidente de la Asamblea General de Guinea Ecuatorial
Ocupó el cargo de Presidente de la Asamblea General de la región autónoma de Guinea Ecuatorial desde 1964 hasta junio de 1965, cuando le cedió el puesto a Federico Ngomo.
Participó como Vicepresidente de la Asamblea General en la Conferencia Constitucional de Madrid de 1967-1968 preparatoria de la independencia de Guinea Ecuatorial y de la Constitución de 1968, mostrándose contrario a la independencia unificada de las naciones bubi y fang. Durante la Conferencia, pidió a España salvar al pueblo bubi de la "agresividad" de los fang, ya que según él de lo contrario estarían condenados.
Pidió el apoyo al SÍ incondicional en el referéndum sobre la Constitución de 1968. En las elecciones generales de 1968 fue elegido diputado de la Asamblea Nacional.

### Prisión y muerte
Detenido durante la Crisis de las banderas de 1969, en diciembre de 1970 se celebró un juicio en un tribunal militar contra Enrique Gori, Norberto Balboa, Vicente Ntutumu, Luis Angue Bacale, Santiago Osa y otros, por el supuesto intento de golpe de Estado de Atanasio Ndongo del mes de marzo. Enrique Gori es condenado a 25 años de prisión militar y muere asesinado el 22 de junio de 1972.
Su viuda, Esperanza Jones Dougan (nieta de Maximiliano Cipriano Jones), denunció al Ministerio para las Administraciones Públicas español en 1990, por denegarle la pensión de viudedad.

### Reconocimiento
Actualmente el nombre de un hospital de Luba (Bioko) está dedicado a su memoria, el Hospital Enrique Gori Molubela.

## Obras
- Etnología de los bubis, 1955